# Żmijewo-Gaje
Żmijewo-Gaje – wieś sołecka w Polsce, położona w województwie mazowieckim, w powiecie mławskim, w gminie Stupsk. Leży nad rzeką Łydynia.
| SIMC    | Nazwa           | Rodzaj    |
| ------- | --------------- | --------- |
| 0127640 | Żmijewo-Podusie | część wsi |

W latach 1975–1998 miejscowość administracyjnie należała do województwa ciechanowskiego.